# Коктейли-аперитивы
Кокте́йли-аперити́вы (фр. Apéritif, от лат. aperire) — вид аперитивов, коктейли, открывающие трапезу, способствующие проявлению аппетита.

## Состав
В качестве основы используется один из крепких алкогольных напитков: виски, джин, водка, ром, горькие настойки. Коктейли-аперитивы довольно крепкие напитки с большим содержанием спирта, поэтому пить их через соломинку не рекомендуется.

## Традиционные коктейли-аперитивы
У каждой нации сложились определённые представления о том, какой из коктейлей лучше способствует проявлению аппетита. Например, англичане и американцы предпочитают Мартини драй или Манхэттен, итальянцы Негрони, французы Дюбонне, в России популярен Кир-рояль и т. д.